# Go-Uda
Keizer Go-Uda (後宇多天皇, Go-Uda-tennō, 17 december 1267 - 16 juli 1324) was de 91e keizer van Japan, volgens de traditionele opvolgingsvolgorde. Hij regeerde van 6 maart 1274 tot 27 november 1287.

## Genealogie
Go-Uda was vernoemd naar de voormalige keizer Uda. Het voorvoegsel go- (後), kan worden vertaald als “later” of “tweede”, waardoor zijn naam vrij vertaald “Uda de tweede” betekent. Zijn persoonlijke naam (imina) was Yohito-shinnō (世仁親王)..
Go-Uda was de tweede zoon van keizer Kameyama. Beiden waren afstammelingen van de Daikakujifamilie.
Go-Uda had zelf drie keizerinnen en hofdames. Onder zijn kinderen waren de latere keizers Go-Daigo en Go-Nijo.

## Leven
Go-Uda werd in 1268 benoemd tot kroonprins. In 1274 volgde hij zijn vader op, die vanaf dat moment verder regeerde als Insei-keizer.

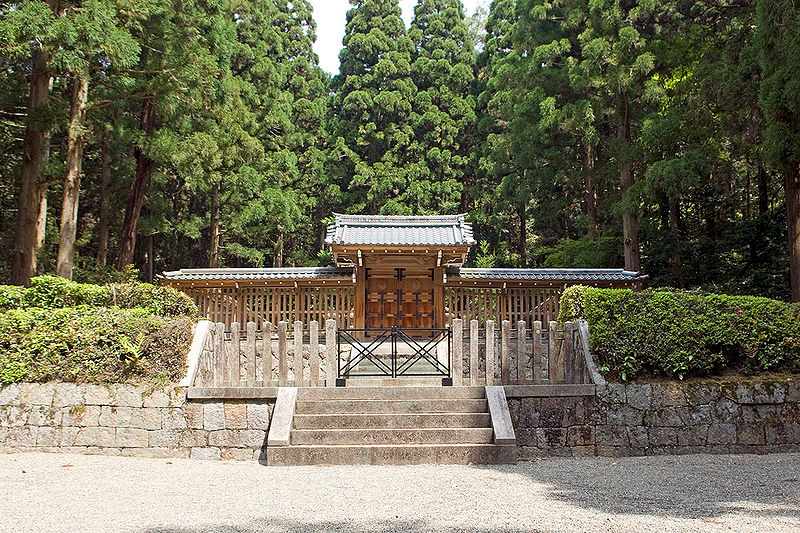
Het keizerlijk mausoleum van keizer Go-Uda in Kioto.

In 1287 werd Go-Uda door het Kamakura-shogunaat gedwongen tot aftreden. Dit op aandringen van voormalig keizer Go-Fukakusa, die het niet kon hebben dat niet zijn nakomeling maar die van zijn jongere broer de troon bezat. Dit voorval versterkte de strijd om de troon tussen de Jimyōin-tō (de familietak van Go-Fukakusa) en de Daikakuji-tō. Go-Uda had niets meer te vertellen tijdens de regeerperiode van keizer Fushimi, maar werd zelf Insei-keizer toen zijn eigen zoon, Go-Daigo, op de troon kwam.
Go-Uda stierf in 1324 op 58-jarige leeftijd. Zijn mausoleum staat in Rengebuji no misasagi (蓮華峯寺陵) in Ukyō-ku, Kioto..
* Regent Jingu staat niet op de traditionele lijst.